# Alopecosa
Alopecosa es un género de arañas araneomorfas de la familia Lycosidae. Se encuentra en el neotrópico, África, Malasia y Oceanía.

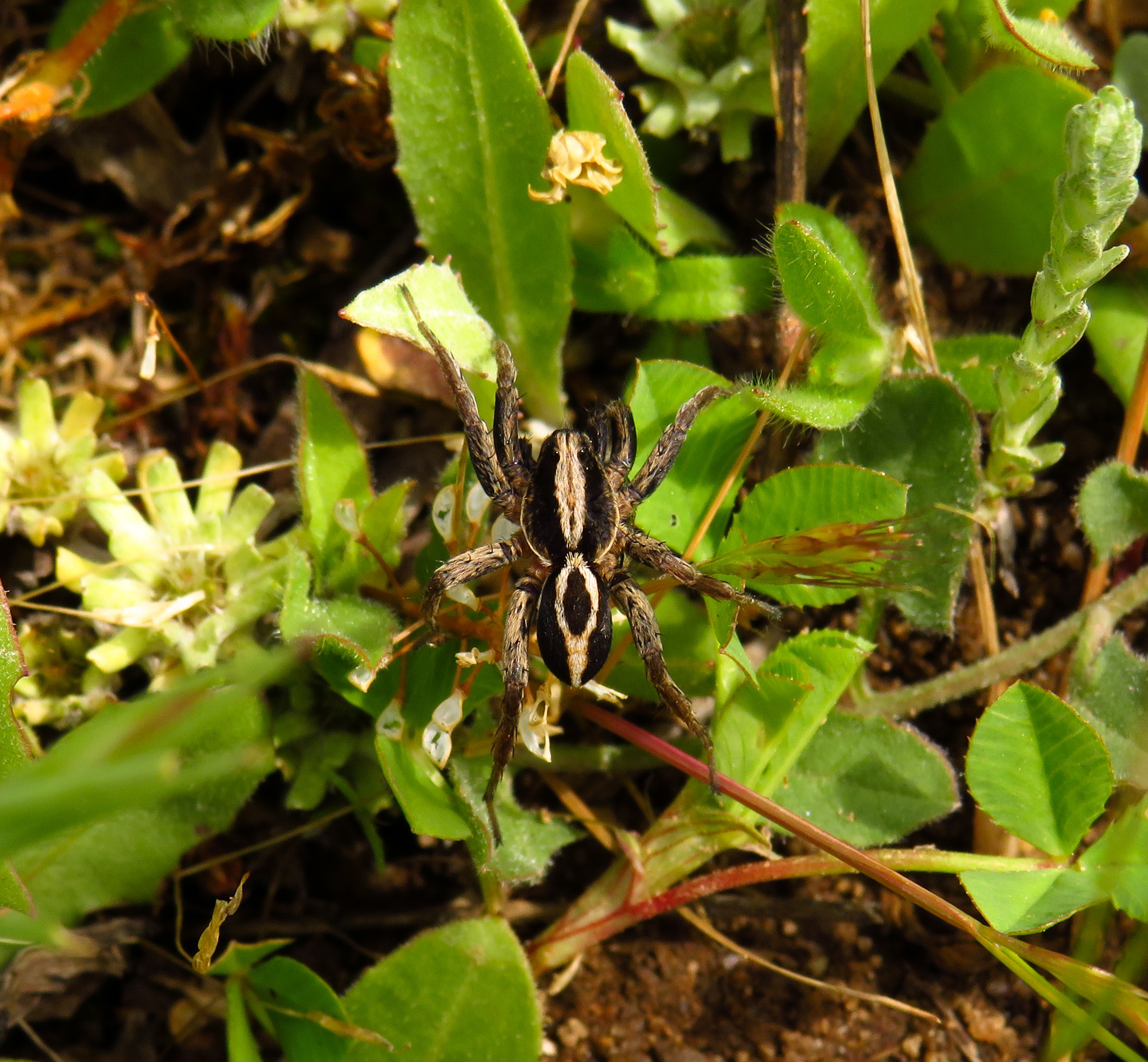
Alopecosa albofasciata en Lozoya (Madrid).

## Lista de especies
- Alopecosa accentuata (Latreille, 1817)
- Alopecosa aculeata (Clerck, 1757)
- Alopecosa akkolka Marusik, 1995
- Alopecosa albofasciata (Brullé, 1832)
- Alopecosa albostriata (Grube, 1861)
- Alopecosa albovittata (Schmidt, 1895)
- Alopecosa alpicola (Simon, 1876)
- Alopecosa andesiana (Berland, 1913)
- Alopecosa artenarensis Wunderlich, 1992
- Alopecosa atis Caporiacco, 1949
- Alopecosa atypica Ponomarev, 2008
- Alopecosa auripilosa (Schenkel, 1953)
- Alopecosa aurita Chen, Song & Kim, 2001
- Alopecosa azsheganovae Esyunin, 1996
- Alopecosa balinensis (Giltay, 1935)
- Alopecosa barbipes (Sundevall, 1833)
- Alopecosa beckeri (Thorell, 1875)
- Alopecosa camerunensis Roewer, 1960
- Alopecosa canaricola Schmidt, 1982
- Alopecosa cedroensis Wunderlich, 1992
- Alopecosa chagyabensis Hu & Li, 1987
- Alopecosa cinnameopilosa (Schenkel, 1963)
- Alopecosa cronebergi (Thorell, 1875)
- Alopecosa cuneata (Clerck, 1757)
- Alopecosa cursor (Hahn, 1831)
- Alopecosa curtohirta Tang, Urita & Song, 1993
- Alopecosa deserta Ponomarev, 2007
- Alopecosa disca Tang, Yin & Yang, 1997
- Alopecosa dryada Cordes, 1996
- Alopecosa edax (Thorell, 1875)
- Alopecosa ermolaevi Savelyeva, 1972
- Alopecosa etrusca Lugetti & Tongiorgi, 1969
- Alopecosa exasperans (O. Pickard-Cambridge, 1877)
- Alopecosa fabrilis (Clerck, 1757)
- Alopecosa fedotovi (Charitonov, 1946)
- Alopecosa fuerteventurensis Wunderlich, 1992
- Alopecosa fulvastra Caporiacco, 1955
- Alopecosa galilaei (Caporiacco, 1923)
- Alopecosa gomerae (Strand, 1911)
- Alopecosa gracilis (Bösenberg, 1895)
- Alopecosa grancanariensis Wunderlich, 1992
- Alopecosa hamata (Schenkel, 1963)
- Alopecosa hermiguensis Wunderlich, 1992
- Alopecosa himalayaensis Hu, 2001
- Alopecosa hingganica Tang, Urita & Song, 1993
- Alopecosa hirta (Kulczynski, 1908)
- Alopecosa hirtipes (Kulczynski, 1907)
- Alopecosa hoevelsi Schmidt & Barensteiner, 2000
- Alopecosa hokkaidensis Tanaka, 1985
- Alopecosa huabanna Chen, Song & Gao, 2000
- Alopecosa hui Chen, Song & Kim, 2001
- Alopecosa inderensis Ponomarev, 2007
- Alopecosa inimica (O. Pickard-Cambridge, 1885)
- Alopecosa inquilina (Clerck, 1757)
- Alopecosa irinae Lobanova, 1978
- Alopecosa kalahariana Roewer, 1960
- Alopecosa kalavrita Buchar, 2001
- Alopecosa kaplanovi Oliger, 1983
- Alopecosa kasakhstanica Savelyeva, 1972
- Alopecosa kochi (Keyserling, 1877)
- Alopecosa kovblyuki Nadolny & Ponomarev, 2012
- Alopecosa kratochvili (Schenkel, 1963)
- Alopecosa kronebergi Andreeva, 1976
- Alopecosa kulczynski Sternbergs, 1979
- Alopecosa kulczynskii (Bösenberg, 1895)
- Alopecosa kungurica Esyunin, 1996
- Alopecosa kuntzi Denis, 1953
- Alopecosa laciniosa (Simon, 1876)
- Alopecosa lallemandi (Berland, 1913)
- Alopecosa latifasciata (Kroneberg, 1875)
- Alopecosa leonhardii (Strand, 1913)
- Alopecosa lessertiana Brignoli, 1983
- Alopecosa licenti (Schenkel, 1953)
- Alopecosa lindbergi Roewer, 1960
- Alopecosa linzhan Chen & Song, 2003
- Alopecosa litvinovi Izmailova, 1989
- Alopecosa longicymbia Savelyeva, 1972
- Alopecosa madigani (Hickman, 1944)
- Alopecosa mariae (Dahl, 1908)
- Alopecosa medvedevi Ponomarev, 2009
- Alopecosa michaelseni Simon, 1902
- Alopecosa moesta (Holmberg, 1876)
- Alopecosa mojonia (Mello-Leitão, 1941)
- Alopecosa moriutii Tanaka, 1985
- Alopecosa mutabilis (Kulczynski, 1908)
- Alopecosa nagpag Chen, Song & Kim, 2001
- Alopecosa nemurensis (Strand, 1907)
- Alopecosa nenjukovi (Spassky, 1952)
- Alopecosa nigricans (Simon, 1886)
- Alopecosa nitidus Hu, 2001
- Alopecosa notabilis (Schmidt, 1895)
- Alopecosa nybelini Roewer, 1960
- Alopecosa oahuensis (Keyserling, 1890)
- Alopecosa obscura Schmidt, 1980
- Alopecosa obsoleta (C. L. Koch, 1847)
- Alopecosa orbisaca Peng, Yin, Zhang & Kim, 1997
- Alopecosa orotavensis (Strand, 1916)
- Alopecosa osa Marusik, Hippa & Koponen, 1996
- Alopecosa osellai Lugetti & Tongiorgi, 1969
- Alopecosa ovalis Chen, Song & Gao, 2000
- Alopecosa palmae Schmidt, 1982
- Alopecosa pelusiaca (Audouin, 1826)
- Alopecosa pentheri (Nosek, 1905)
- Alopecosa pictilis (Emerton, 1885)
- Alopecosa pinetorum (Thorell, 1856)
- Alopecosa psammophila Buchar, 2001
- Alopecosa pseudocuneata (Schenkel, 1953)
- Alopecosa pulverulenta (Clerck, 1757)
- Alopecosa raddei (Simon, 1889)
- Alopecosa rapa (Karsch, 1881)
- Alopecosa reimoseri (Kolosváry, 1934)
- Alopecosa restricta Mello-Leitão, 1940
- Alopecosa roeweri (Rosca, 1937)
- Alopecosa rosea Mello-Leitão, 1945
- Alopecosa saurica Marusik, 1995
- Alopecosa schmidti (Hahn, 1835)
- Alopecosa sciophila Ponomarev, 2008
- Alopecosa sibirica (Kulczynski, 1908)
- Alopecosa simoni (Thorell, 1872)
- Alopecosa sokhondoensis Logunov & Marusik, 1995
- Alopecosa solitaria (Herman, 1879)
- Alopecosa solivaga (Kulczynski, 1901)
- Alopecosa spasskyi Ponomarev, 2008
- Alopecosa spinata Yu & Song, 1988
- Alopecosa steppica Ponomarev, 2007
- Alopecosa strandi (Rosca, 1936)
- Alopecosa striatipes (C. L. Koch, 1839)
- Alopecosa sublimbata Roewer, 1960
- Alopecosa subrufa (Schenkel, 1963)
- Alopecosa subsolitaria Savelyeva, 1972
- Alopecosa subvalida Guy, 1966
- Alopecosa sulzeri (Pavesi, 1873)
- Alopecosa taeniata (C. L. Koch, 1835)
- Alopecosa taeniopus (Kulczynski, 1895)
- Alopecosa tanakai Omelko & Marusik, 2008
- Alopecosa thaleri Hepner & Paulus, 2007
- Alopecosa trabalis (Clerck, 1757)
- Alopecosa tunetana Roewer, 1960
- Alopecosa turanica Savelyeva, 1972
- Alopecosa uiensis Esyunin, 1996
- Alopecosa upembania Roewer, 1960
- Alopecosa valida (Lucas, 1846)
- Alopecosa virgata (Kishida, 1909)
- Alopecosa volubilis Yoo, Kim & Tanaka, 2004
- Alopecosa wenxianensis Tang, Yin & Yang, 1997
- Alopecosa xilinensis Peng, Yin, Zhang & Kim, 1997
- Alopecosa xiningensis Hu, 2001
- Alopecosa xinjiangensis Hu & Wu, 1989
- Alopecosa yamalensis Esyunin, 1996
- Alopecosa zyuzini Logunov & Marusik, 1995